# Ashleigh Barty
Ashleigh Barty (født 24. april 1996 i Ipswich, Queensland) er en australsk professionel tennis- og cricketspiller. I tennis spiller hun både single og double og har opnået turneringssejre i begge disse rækker. Hendes bedste placeringer på WTA-ranglisten er henholdsvis nummer 1 (single, 31. august 2020) og 5 (double). Hendes bedste resultater er sejre i French Open 2019 og Wimbledon 2021 i single samt  i US Open i damedouble 2018, som hun vandt sammen med CoCo Vandeweghe.

## Karriere
Bartys professionelle tenniskarriere blev indledt i 2010, da hun blot var 14 år, og hun debuterede på WTA-touren i 2012 efter at have vundet juniorrækken i single i Wimbledon 2011. Hun fik sit store gennembrud i 2013-sæsonen, da hun i tre af Grand Slam-turneringerne nåede finalen i double sammen med den 11 år ældre landsmand Casey Dellacqua. I slutningen af 2014-sæsonen blev hun imidlertid træt af den megen rejseaktivitet i tennis og tog en pause fra sporten; i stedet gav hun sig til at spille cricket. Barty nåede at spille i den landsdækkende Women's Big Bash League i Australien i Twenty20-udgaven af spillet en sæson, inden hun i 2016 igen begyndte at spille tennis. I 2016-sæsonen nåede hun ikke så store resultater, blandt andet fordi hun blev skadet.
I 2017 vandt hun sin første WTA-turnering i single, da hun som kvalifikationsspiller sejrede i Malaysian Open, og med flere gode resultater i årets løb, heriblandt en finaleplads i Wuhan Open, endte hun året som nr. 17 på singleranglisten. I double nåede hun sammen med Dellacqua finalen i den af turneringerne, de endnu ikke havde være i finalen i, French Open. Formen fortsatte i 2018, hvor hun vandt endnu en single-titel, så hun fast var i top-tyve i single. I double spillede hun for sidste gang sammen med Dellacqua, der stoppede sin karriere efter Australien Open. Derefter spillede hun især sammen med CoCo Vandeweghe, og det var netop med hende, at Barty nåede sit hidtil bedste resultat med sejren i US Open. I 2020 vandt hun Adelaide International 2020.